# Kasteel La Motte
Kasteel La Motte is een neoclassicistisch kasteeltje in Sint-Ulriks-Kapelle. Het werd in 1773 gebouwd door architect Laurent Benoit Dewez (1731-1812) op de plaats van een bestaande kasteelmotte.
Philippe-Joseph-Antoine de Coullemont de Waterleet kocht het kasteel in 1822 of 1823. Gedurende de negentiende en het begin van de twintigste eeuw kende het kasteel verschillende eigenaars.  Het landgoed kwam in handen van de familie Borluut en vervolgens werd het een eigendom van de barons de Cullemont de Charterlert Tupigny. In het Interbellum werd het een bezit van Crützen de Velden en daarna van graaf Humbert Visart de Bocarmé. 
Het gebouw met vijf hectare grond werd door de gemeente Dilbeek gekocht in 1981, volledig gerestaureerd en ingericht als cultureel centrum. Het landgoed werd in 1986 beschermd. Het kasteel is omringd door een gracht en een boomrijk park. In de loop der eeuwen gebeurden er allerlei veranderingen aan het kasteel en het domein.